# János Harmatta
János Harmatta, né le 2 octobre 1917 à Hódmezővásárhely (Hongrie) et mort le 24 juillet 2004 à Budapest (Hongrie), est un linguiste hongrois, spécialiste de linguistique des langues indo-européennes.

## Biographie
János Harmatta est né à Hódmezővásárhely, ville du sud-est de la Hongrie dans le comitat de Csongrád-Csanád. Il a fait ses études supérieures à l'université Péter Pázmány de Budapest (aujourd'hui intégrée dans l'université Loránd-Eötvös) de 1935 à 1940 et obtenu le doctorat en 1940.
Il s'est fait connaître notamment en déchiffrant et commentant des papyri et des ostraka parthes de Doura Europos, en Syrie (1958), et comme spécialiste des langues iraniennes.
Il a été professeur de linguistique indo-européenne à l'université de Budapest (1952-1987) et a dirigé de 1968 à 1988 le Centre de recherches d'études anciennes de l'Académie hongroise des sciences.
Il a été membre correspondant étranger de l'Académie des inscriptions et belles-lettres à partir de 1976 et président de l'Union académique internationale (1977-1980).

## Publications
Une liste de ses publications jusqu'en 1977 a été donnée dans les Acta Archaeologica Academiae Scientiarum Hungaricae, 25, 1977, p. 13-24.
- (en) « The Parthian Parchment from Dura-Europos (Dura Parchment No. 12) », Acta Antiqua Academiae Scientiarum Hungaricae, 5, 1957, p. 261-308 (en ligne).
- (de) « Die parthischen Ostraka aus Dura-Europos », Acta Antiqua Academiae Scientiarum Hungaricae, 6, 1958, p. 87-175.
- (en) The Great Bactrian Inscription, Budapest, Akademiai Kiado, 1964, 99 p.
- (en) Late Bactrian Inscriptions, Budapest, Akademiai Kiado, 1969.
- (en) Studies in the History and Languages of the Sarmatians, Szeged, 1970, 132 p.
- (en) History of Civilizations of Central Asia, II.- The Development of Sedentary and Nomadic Civilizations : 700 B.C. to A.D. 250, 1993 (en collaboration avec B. N. Puri et G. F. Etemadi).
- (hu) « Venetica I », Antik Tanulmányok, 32, 1985-1986, p. 187-201 ; « Venetica II », Antik Tanulmányok, 33, 1987-1988, p. 104-113 ; « Venetica III », Antik Tanulmányok, 34, 1989-1990, p. 1-9.
- (fr) « Contribution aux antécédents locaux du latin vulgaire en Pannonie », in Jozef Herman (dir.), Latin vulgaire, latin tardif : actes du premier congrès international sur le latin vulgaire et tardif (Pécs, 2 au 5 septembre 1985), Tübingen, Niemeyer, 1987, p. 87-96.

## Distinctions
Il a reçu le prix Herder en 1973 et le prix Széchenyi en 1990.